# Almost Skateboards
Almost Skateboards est une marque essentiellement axée sur les skateboards et leurs accessoires mais produit également des vêtements. Elle a été fondée en 2003 par Rodney Mullen et Daewon Song. En août 2012, la marque est rachetée par Dwindle Distribution, sous-partie de Globe International. La marque s'est spécialisée dans la culture hip-hop, punk rock et skateboard.